# 魔人ハンター ミツルギ
『魔人ハンター ミツルギ』（まじんハンター ミツルギ）は、1973年1月8日から同年3月26日まで、フジテレビ系で毎週月曜19:00 - 19:30（JST）に全12話が放送された、国際放映製作の特撮テレビ番組。

## ストーリー
時は徳川家康の世。さそり座から飛来したサソリ魔人率いる宇宙忍者サソリ軍団は、その妖術と巨大怪獣で天下獲りを画策していた。
これを知ったミツルギ一族の長老・道半は、銀河、彗星、月光の三兄妹に、智・仁・愛の3振りの秘刀を授け、日本の平和を守るよう命じた。兄妹は秘刀を打ち合わせることで、巨大神ミツルギに合体変身し、サソリ魔人の送り込む宇宙怪獣に立ち向かう。

## 解説
巨大神ミツルギと宇宙怪獣の戦闘シーンには「アニクリエーション」と称する人形アニメ技法が用いられた。日本のテレビヒーロー特撮としては極めて異例な手法ではあったが、毎週放映の番組ゆえに制作スケジュールは逼迫し、そのため、特撮部分全てが完全なストップモーション・アニメーションではなく、人形を手で動かした物を普通に撮影したカットも多かった（特に、番組後半では目立つ）。人形撮影は、国際放映の一角に専用ステージを組んで行われた。
江戸時代初期を舞台とした時代劇特撮だが、主人公であるミツルギ三兄妹は現代的なヘルメットをかぶり、胸には手榴弾、腰には金属製のベルトと時代考証を無視したスタイルで、巨大神ミツルギのデザインもロボット風であったため、第1話放送当日の『読売新聞』の紹介では、人形劇特撮という設定がユニークであると評価する一方、敵である宇宙人のサソリ軍団が徳川家康を狙うために怪獣を送り込むなど内容が欲張りすぎであると酷評している。
全12話と放映期間は短く、マイナーな作品ではあるが、その世界観の独自性や、部分的とはいえストップモーション・アニメーションに挑戦したこと、さらに後年『スーパージョッキー』（日本テレビ）で紹介されたことなどからマニア人気はあり、また話数の少なさゆえに、全話のビデオ・LD・DVD化も成されるに至った。

## スタッフ
- プロデューサー：梅村佳史
- 脚本：高久進、西奈一夫、新井光、松岡清治、まつしまとしあき、島田真之、秋良はるお
- 音楽：鈴木征一
- 撮影：並木宏之
- 照明：関川次郎
- 録音：豊田博
- 美術：筒井増男
- 編集：池月正
- 助監督：石井竹彦
- 日本アニクリエーションプロ：中村武雄、山下宏、高森菱児、平田礼一、真賀里文子
- 効果：イシダ・サウンド・プロ
- 制作担当：小島高治
- 現像：東洋現像所
- 舞台装置：美建興業株式会社
- 殺陣：林成二郎、安川勝人、西公一郎
- 監督：土屋啓之助、香月一郎

## 主題歌
オープニングテーマ「走れ!嵐の中を」
作詞 - 雨宮雄児 / 作曲 - 水上勉 / 編曲 - 青木望 / 歌 - 水上勉、コロムビアゆりかご会
挿入歌「風のうわさ」
作詞 - 雨宮雄児 / 作曲 - 水上勉 / 編曲 - 青木望 / 歌 - 水上勉、コロムビアゆりかご会
第1話をはじめ本編のラストのBGMに用いられた。
作曲・歌を担当した水上勉は1937年生まれで、1961年に水上清の芸名で『東京はなぜ遠い』で歌手デビュー。1965年に作曲家に転向して舟木一夫などに作曲を提供した。『ミツルギ』放送当時の新聞記事の中で主題歌について、「台本を読み作品のイメージを考え、曲調を琵琶で激しさやさびしさを強調して和風ウェスタン調にした」と答えている。また、当初は別な歌手が予定されていたが、レコーディング当日にスケジュールが変更されて、水上自身が歌うことになった。

## キャスト
ミツルギ銀河：水木襄
ミツルギ3兄妹の長男。常に冷静で用心深い。マフラーの色は青。「智」の剣でミツルギに変身する。
ミツルギ彗星：佐久間亮
ミツルギ3兄妹の次男。猪突猛進で、無茶なことを良くする。マフラーの色は黄色。「仁」の剣でミツルギに変身する。
ミツルギ月光：林由里
ミツルギ3兄妹の末の妹。人を信じやすい性格。マフラーの色は赤。「愛」の剣でミツルギに変身する。
長老道半：緒方燐作
ミツルギ一族の長で、銀河、彗星、月光の3人に「智」「仁」「愛」の剣を授けた。最終話でミツルギ一族の第二の神の「黄金の仏像」を覚醒させるもそのために力を使い果たし爆死。
濃姫：村地弘美
家康の孫娘。1話でサソリ軍団の人質にされる。
徳川家康：奥野匡
江戸幕府の将軍。サソリ軍団に命を狙われる。
服部半蔵：大木正司
幕府の忍者。ミツルギ3兄妹に協力する。
ナレーター：伊武正己

## 巨大神ミツルギ
ミツルギ3兄妹が「智」「仁」「愛」の3つの秘剣を空にかざして合体変身する巨大神。
変身した直後に稲妻と共に出現し、辺りを暗闇に包む。神剣と盾を手に持ち、宇宙怪獣と戦う。合体後もそれぞれ3人の人格を合わせ持っており、兄妹たちが会話しながら敵の倒し方を探っていくという描写が見られる。最大の必殺技は胸の紋章から放たれる火炎弾。第9話のベラドン戦では空を飛ぶ敵に太刀打ちできず、1度は敗北したが、道半により飛行の秘術を会得した（ただし、制限時間がある）。
- 撮影用の造形物は1体のみが制作された[8]。頭部は銅、胴体は真鍮の叩き出しにより成形され、火薬を使用した撮影にも耐えられるようになっている[8]。

## サソリ軍団
サソリ座からの宇宙の侵略者。日本の江戸幕府を倒幕し、徳川家康に代わって日本を征服しようと企む。作中では、魔人サソリとサソリ忍者が画面に一緒に映る場面があるのは第1話と最終話のみで、それ以外はただひたすら魔人サソリの姿が映し出されることが多い。
魔人サソリ
サソリ軍団を統率する、即身仏の風貌をした怪人。宇宙の様々な妖術を使いこなすことができる。テンションが高いうえに「徹底的に〜」の台詞をよく口にする。最終話でミツルギ3兄妹に戦いを挑むが「智」「仁」「愛」の秘刀で胸を刺されたところを手榴弾をとどめをさされ爆死。
サソリ忍者
魔人サソリの配下で、顔に包帯を巻いている。ミツルギ3兄妹と戦う時にはサソリ忍者をまとめるリーダー格の忍者が存在するが、見た目が同じで区別が付きにくい。5話からはリーダー格の忍者は他の忍者とは別のマスクを着用することで区別された。
宇宙怪獣
サソリ軍団の戦力。ミツルギ3兄妹とサソリ忍者の戦闘が終了したところで出現することが多い。サソリ軍団の作戦の軸となる者もいる。全話で12体登場。
- 制作スケジュールの都合から、デザインは2足歩行のものより安定を重視したものが多くなっている。造形物は各1体ずつのみ制作され、最後に炎上するものは造形物がそのまま燃やされている。美術を担当した山下宏は、ミニチュアセットのデザインに携わっていたため、怪物のデザインは関与していないと述べている。

甲冑怪獣デノモン
第1話に登場。全身が鎧で覆われており、正体は巨大な骸骨そのもの。手に棘付きの棍棒を持ってミツルギと戦う。また、口からは火炎を吐き出す。体が骸骨で鎧が空洞のため、ミツルギの火炎弾をすり抜けてしまうが、剣で鎧の留め金を斬られ、本体の骸骨が露わになったところを胴体を斬られて炎上する。
- 鎧はボール紙で制作された。
- 書籍『全怪獣怪人 上巻』では、本体の名称をデノモンIIと記載している。

宇宙怪獣ゴールドサタン
第2話に登場。昆虫型の怪獣で、4つ足歩行という奇怪な姿をしている。名前に「ゴールド」とあるが特に体が金色をしているというわけではない。口から吐き出す可燃性のあるガスが武器で、身軽に動きミツルギに跳び付くが口を剣で攻撃され怯み、火炎弾の連続攻撃で敗退した。
巨大妖虫ムカデラー
第3話に登場。名前の通り百足をモチーフにした宇宙怪獣。口から高熱火炎を吐き出し攻撃する。ミツルギとの戦いでは一度は剣で胴体をバラバラに斬られてしまうが、すぐに元通り再生した。ミツルギの胴体をその体で締め付け攻撃するものの火炎弾で反撃され、ミツルギの体から離れたところを剣で攻撃され倒された。
黄金妖怪カネクジラ
第4話に登場。鱗のような体に覆われた怪獣で、小判を食べて毒の小判に変えて吐き出し、江戸の人々を次々と殺していった。硬い鱗は火炎弾を跳ね返し、陸でも河の中でも自由に動きミツルギを苦戦させたが、銀河が小判と一緒に仕掛けておいた爆薬を飲み込んだ末に木端微塵に吹っ飛んでしまった。
地震怪獣グラグラン
第5話に登場。上半身が骨、下半身が蜘蛛、右手が剣で左手が鉤爪という非常に奇抜な姿をしている。地震をおこして敵を翻弄し、地中から不意打ちをかける戦法を得意とする。口や角からは可燃性のガスを出して攻撃する。また、右手と左手の剣と鉤爪は飛ばすこともできる。火炎弾によって倒された。
二頭象ガンダラー
第6話に登場。別名「フタツクビゾウ」。幕府に送られた南蛮渡来の2頭の象をサソリ軍団が合体させ怪獣化。剣で鼻を斬られ、逃げようとしたところを背後から火炎弾を受けて倒された。名称は劇中未呼称。
- 書籍『’70年代特撮ヒーロー全集』では、名称をガンダーラと記載している。

巨大要塞ロードス
第7話に登場。鎧武者のような風貌をしている。怪力でミツルギの体を軽々と持ち上げてしまう。また目から光線を出し攻撃する。銀河の幼馴染である剣持一族の剣持一平を利用するため、サソリ軍団が作戦に投入。一平と一体化し、ミツルギとの戦いでは自由に手出しできないようにしたが、両目をミツルギの剣で潰され、あえなく炎上。結局は倒してしまう結果となった。
ツチノコ怪獣モグロン
第8話に登場。名前の通りツチノコをモチーフにしている。鼻の先からミサイルを発射して攻撃する。また巨体を活かした攻撃技も得意。ミツルギとの戦いでは地面に逃げ込み、突き出た眼だけを出してミツルギを翻弄したが、その眼を掴まれ、体を引っ張り出され空に投げられたところを、ミツルギの楯をブーメランのように投げた攻撃を受け首を切断され、火炎弾を受け倒された。
原始怪鳥ベラドン
第9話に登場。空中戦を得意とする鳥型の怪獣で、翼から爆弾を落とし攻撃する。一時は空を飛ぶことができないミツルギを敗北させたが、道半により飛行の秘術を得たミツルギと再戦、それでも善戦するものの、道半が兄弟に授けた秘剣を体に刺され、やがて爆発、炎上し敗北した。
昆虫怪獣カブトン
第10話に登場。甲虫のような怪獣で、村を襲撃し人々を次々と殺害した。ミツルギとの戦いでは、村人の復讐に燃える子供たちから手にした毒をミツルギに浴びせられ、頭部を溶かされてしまうが、その後も胴体だけで執拗にミツルギと戦う。剣を武器にし、座頭市のように剣を振って戦うが、最後は火炎弾を受け倒された。
狛犬怪獣コマンガー
第11話に登場。盲目の少女の飼っている黒犬が、サソリ軍団に利用され怪獣となった姿。口から火を吐くほか、空を飛行することもできる。ミツルギの火炎弾の前に敗れ、元の犬の姿に戻った。
磁力怪獣マグネッシー
第12話に登場。金色の蜥蜴のような姿をしている。体から発する強力な磁力はミツルギの剣や盾ばかりでなく、ミツルギ自身を体に引き付けてしまう。必死に祈った道半の死と引き換えに出現した、ミツルギ一族の第二の神の「黄金の仏像」の力により磁力を奪われ、自由を取り戻したミツルギの火炎弾により敗北した。

## 放送リスト
参照宇宙船SPECIAL 1998, p. 138
| 放送日        | 話数 | サブタイトル                 | 登場怪獣       | 脚本             | 監督       |
| ------------- | ---- | ---------------------------- | -------------- | ---------------- | ---------- |
| 1973年 1月8日 | 1    | 宇宙忍者サソリ軍団をつぶせ!! | デノモン       | 高久進           | 土屋啓之助 |
| 1月15日       | 2    | 獄門台の生首が笑う！         | ゴールドサタン | 高久進           | 香月一郎   |
| 1月22日       | 3    | 悪魔の呪いを破れ！           | ムカデラー     | 西奈一夫         | 土屋啓之助 |
| 1月29日       | 4    | 黄金妖怪カネクジラの魔力！   | カネクジラ     | 松岡清治         | 土屋啓之助 |
| 2月5日        | 5    | 地震怪獣出現！               | グラグラン     | 新井光           | 香月一郎   |
| 2月12日       | 6    | 怪獣ガンダラーの襲撃！       | ガンダラー     | 松岡清治         | 香月一郎   |
| 2月19日       | 7    | 動く大要塞ロードス!!         | ロードス       | まつしまとしあき | 土屋啓之助 |
| 2月26日       | 8    | 黒い悪魔が赤い血を呼ぶ!!     | モグロン       | 島田真之         | 土屋啓之助 |
| 3月5日        | 9    | 決死の空中戦 怪鳥ベラドン！  | ベラドン       | まつしまとしあき | 香月一郎   |
| 3月12日       | 10   | 悪魔の使者 サソリ怪獣！      | カブトン       | 秋良はるお       | 香月一郎   |
| 3月19日       | 11   | 地獄の狛犬 コマンガー！      | コマンガー     | まつしまとしあき | 香月一郎   |
| 3月26日       | 12   | サソリ軍団全滅作戦           | マグネッシー   | 新井光           | 香月一郎   |

## 放送局
- フジテレビ（制作局）：月曜 19:00 - 19:30
- 北海道文化放送：月曜 19:00 - 19:30[13]
- 秋田テレビ：月曜 19:00 - 19:30[14]
- 山形テレビ：月曜 19:00 - 19:30[14]
- 仙台放送：月曜 19:00 - 19:30[14]
- 長野放送：火曜 18:00 - 18:30（1973年1月16日放送開始）[15]
- テレビ静岡：月曜 19:00 - 19:30[16]
- 石川テレビ：月曜 19:00 - 19:30[17]
- 福井テレビ：水曜 18:00 - 18:30[18]
- 東海テレビ：月曜 19:00 - 19:30[19]
- 関西テレビ：月曜 19:00 - 19:30[20]
- 山陰中央テレビ：水曜 18:00 - 18:30（1973年7月4日放送開始。6か月遅れ）[21]
- テレビ岡山 :金曜 18:00 - 18:30 （約6か月遅れ）
- 広島テレビ：水曜 18:00 - 18:30[22]
- テレビ高知：金曜 16:30 - 17:00（1973年10月時点。遅れネット）[23]
- テレビ西日本：月曜 19:00 - 19:30[24]
- テレビ長崎：木曜 18:00 - 18:30[24]
- 沖縄テレビ：月曜 19:00 - 19:30[25]

## 映像ソフト化
- 1997年10月1日に全12話を収録したレーザーディスクが東宝ビデオより発売された[26]。
- 2000年11月18日に全12話を収録したDVDが日本コロムビアより発売された[27]。
- 2013年9月27日にベストフィールドより、「甦るヒーローライブラリー　第5集」として全12話を収録したDVDが発売された[28]。

## 漫画
- 小学一年生 1973年3月号 - 5月号  真樹村正
- 小学二年生 1973年1月号 - 4月号 さだかひろむ
- 小学三年生 1973年  とき伸和
- 小学四年生 1973年1月号 - 4月号 森正人
- 小学五年生 1973年2月号 - 4月号 森正人
- 小学六年生 1973年 古館節夫